# Jameela Jamil
Jameela Alia Jamil  (sinh ngày 25/2/1986) là nữ diễn viên, MC người Anh Quốc. Cô bắt đầu sự nghiệp với vai trò dẫn chương trình trên kênh Channel 4 của Anh từ năm 2009 - 2012. Sau đó, cô làm phát thanh viên cho chương trình bảng xếp hạng âm nhạc The Official Chart, và đồng dẫn The Official Chart Update cùng với Scott Mills trên BBC Radio 1.
Năm 2016, Jamil chuyển tới Hoa Kỳ sinh sống. Tại đây, cô thủ vai Tahani Al-Jamil trong loạt phim hài giả tưởng The Good Place của đài NBC. Cô cũng làm MC game show đêm khuya The Misery Index và là một trong những giám khảo của chương trình truyền hình thực tế Legendary. Năm 2022, Jamil tham gia hai dự án phim siêu anh hùng là phim điện ảnh DC League of Super-Pets và sê-ri truyền hình She-Hulk: Attorney at Law.

## Thời thơ ấu
Jamil sinh năm 1986 tại Hampstead, London. Cha cô tên Ali Jamil, là một người Ấn Độ, còn mẹ cô tên Shireen Jamil, người Anh gốc Pakistan.

## Đời tư
Jamil quen biết và hẹn hò với nhạc sĩ James Blake từ năm 2015.

## Danh sách phim
| Năm  | Tên                                                | Vai                | Ghi chú       |
| ---- | -------------------------------------------------- | ------------------ | ------------- |
| 2019 | How to Build a Girl                                | Cleopatra          |               |
| 2022 | Marry Me                                           | Anikah             |               |
| 2022 | DC League of Super-Pets                            | Wonder Woman       | Lồng tiếng    |
| TBA  | The Statistical Probability of Love at First Sight | (Người dẫn truyện) | Đang sản xuất |

2019-21 DuckTales Gandra Dee, W.A.N.D.A. vai trò lồng tiếng; 4 tập